# Abbaye Notre-Dame de Soyons
L’abbaye Notre-Dame de Soyons est une ancienne abbaye bénédictine de femmes située à Valence (Drôme). Elle fut créée en 1632 par le transfert de l’abbaye de Saint-Jean l’Évangéliste du bourg de Soyons (Ardèche) à la suite des guerres de Religion.

## Histoire
Le monastère bénédictin de la commune ardéchoise de Soyons était l’un des plus anciens. Il aurait été créé par des religieuses venant de Viviers (Ardèche), où une petite communauté s’était formée autour du tombeau de saint Venance (ou Venant), évêque. Chassées par les invasions de Sarrasins, elles se seraient réfugiées à Soyons. Un important sanctuaire carolingien y a existé, dont on a retrouvé des vestiges. Un premier document faisant état du monastère daterait de 1179, mais son implantation était déjà très ancienne.
Lors des guerres de Religion, Soyons est aux mains des Protestants. Plusieurs combats s’y déroulent, jusqu’à la prise définitive de la cité par les troupes royales en 1629. Mais le monastère a énormément souffert, incendié par deux fois, ses biens ont été pillés, les religieuses elles-mêmes se sont dispersées. L’abbesse Antoinette de Sassenage décide alors de faire agréger son abbaye à celle de Chezal-Benoît. Puis elle obtient de réunir ses religieuses dans un nouveau monastère à Valence. Elle achète des terres en ville basse, sur les bords du Rhône. Les travaux sont achevés en 1632.

### Abbesses
- Antoinette de Sassenage, abbesse du monastère de Soyons depuis 1624 (entrée en fonction effective en 1628), dirige la construction de la nouvelle abbaye à Valence. Elle remet sa démission en 1633. Lui succède :
- Louise de Sassenage, sa sœur (1633-1661). Sous sa direction est construite la chapelle du monastère qui subsiste aujourd’hui.
- Marie-Marguerite de Sassenage, nièce de Louise (1661-1703).
- Paule-Catherine de Sassenage (1703-1736)
- Marguerite Françoise de Fortia de Montréal (1736-1748)
- Françoise de La Rivoire (1748-1757)
- Henriette Élisabeth de Maugiron (1757-1770)
- Anne Gabrielle de Sassenage, à partir de 1770, dernière abbesse.

Le monastère, aux approches de la Révolution, est en déclin. Il ne survit pas aux événements du temps et est promis à la démolition. Il est sauvé par le patriotisme révolutionnaire des Valentinois, auxquels on accorde la création d’un arsenal. La chapelle devient un atelier, tandis que le reste de l’abbaye abrite les réserves et les nombreux employés. 
Le grand retable de saint Venant est transféré à la chapelle des Capucins, les reliques du saint (le peu qu’il en restait après les guerres de Religion) y avaient déjà été déposées afin de préserver les religieuses de l’abbaye de l’afflux incessant des pèlerins. Par la suite, les reliques furent transférées à l’église Saint-Jean-Baptiste.

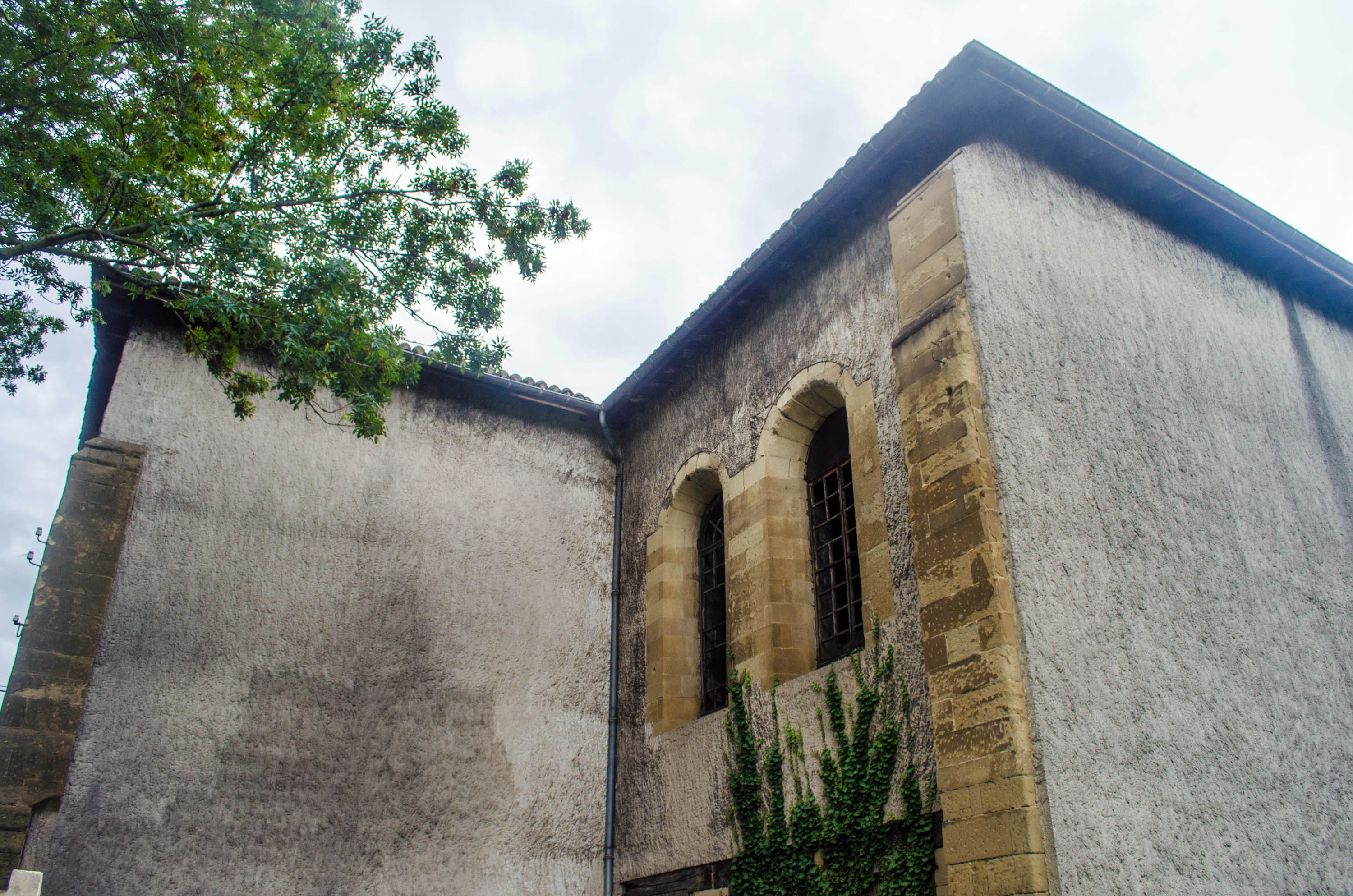
Transept et abside.
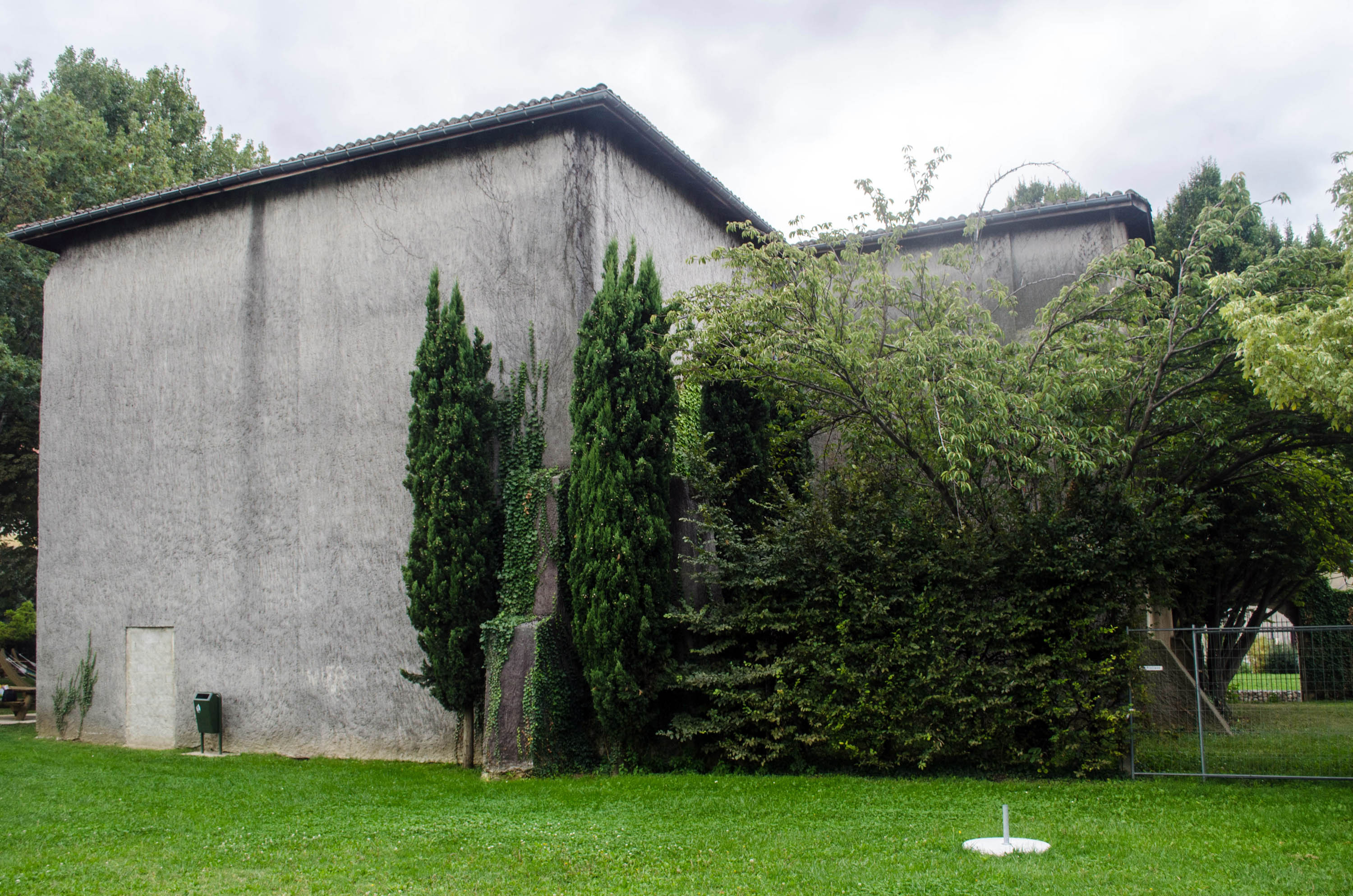
Chevet.
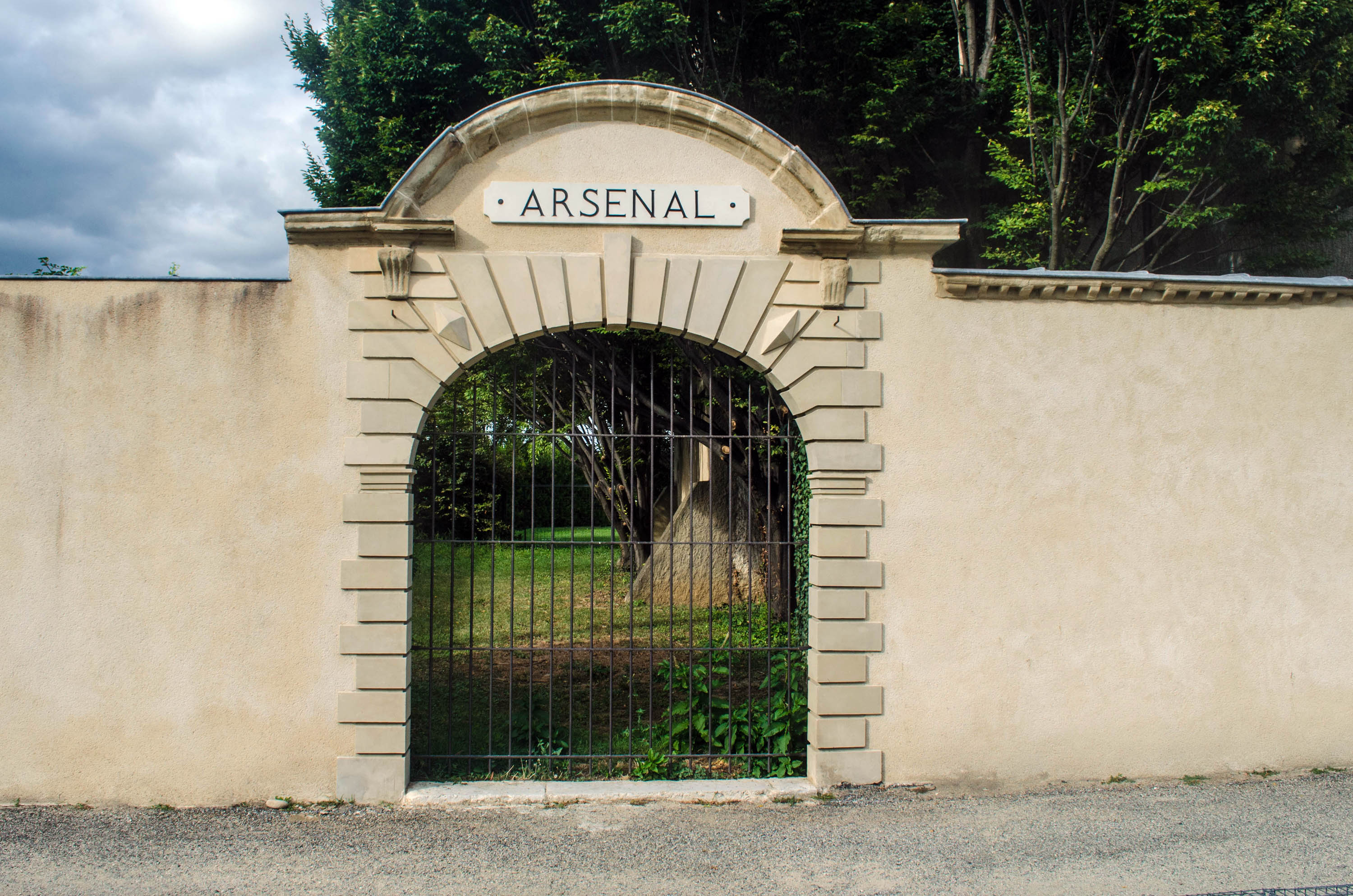
Porte de l’arsenal.

## Architecture

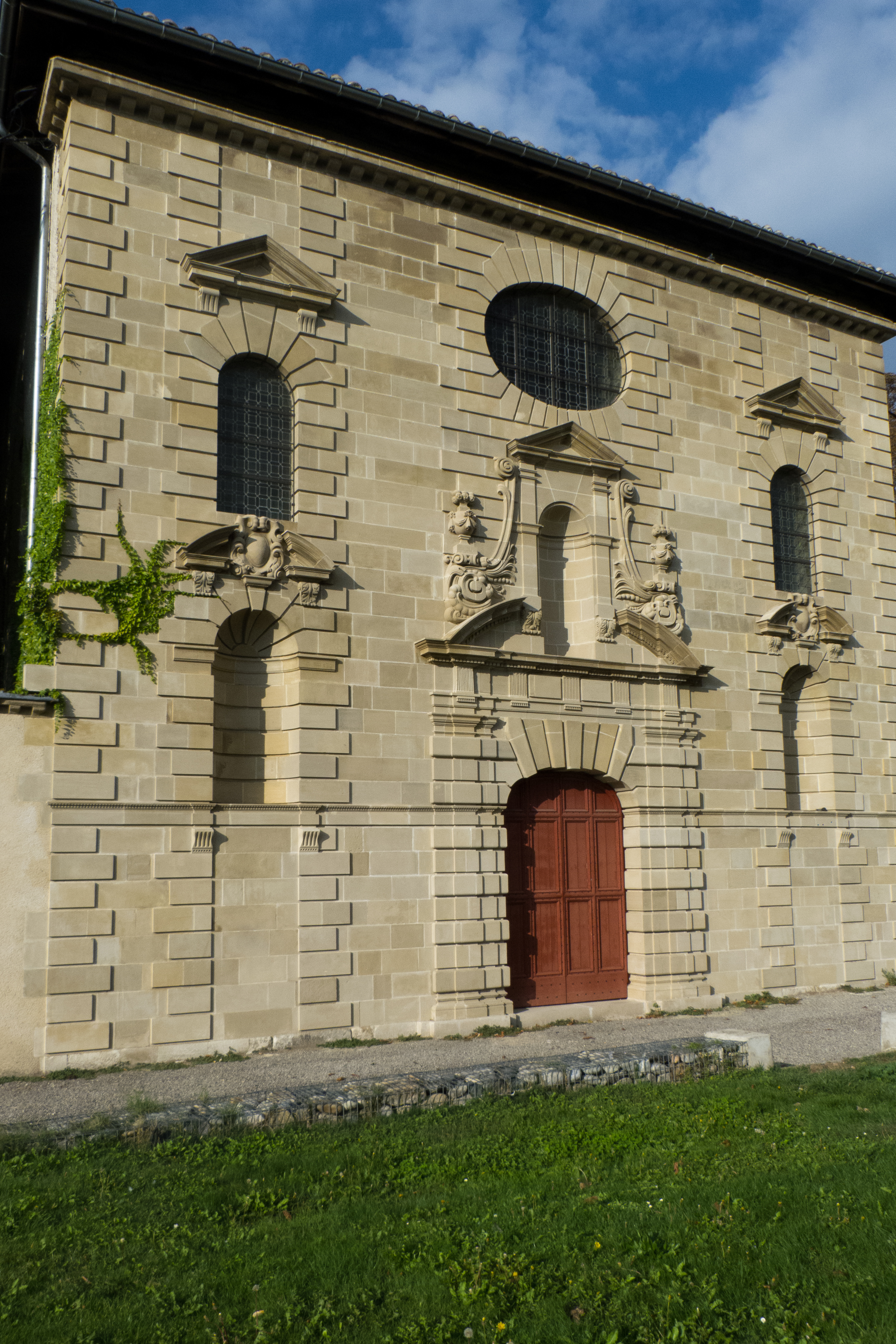
Façade de l’église.

Il ne subsiste de l’ensemble conventuel que l’église élevée en 1632, en forme de croix grecque, légèrement plus longue du côté de la nef et du chœur. Englobé progressivement dans le quartier des pêcheurs, le bâtiment a été dégagé par la démolition des vieilles maisons qui l’entouraient, et notamment le pâté de celles devant la façade, libérant ainsi une place engazonnée qui met l’ensemble en valeur. 

### Façade
La façade de style classique XVIIe siècle est le principal centre d’intérêt de l’édifice, qui ne comporte par ailleurs aucun élément de décoration. Parfaitement symétrique, on a pu lui attribuer le qualificatif de « style Pompadour », avec une ornementation classique d’inspiration antiquisante. Elle était construite en molasse, pierre locale très fragile, et était particulièrement dégradée, la partie centrale s’affaissant : le portail central étant muré a sauvé la façade d’une ruine totale. Elle a été restaurée en 2010. On ignore si les trois niches de cette façade ont été occupées par des statues.  
À gauche de la façade, dans un mur d’enceinte, s’ouvre une porte surmontée de l’inscription « Arsenal ».

### Extérieur
Le reste de l’édifice, tant extérieur qu’intérieur, est d’une grande sobriété. Le chevet plat ne porte aucune ouverture. Les murs extérieurs sont droits et nus, et bien que l’église soit voûtée, les contreforts sont à peine visibles. Après la disparition des bâtiments conventuels et ceux de l’arsenal, la chapelle est maintenant isolée dans un parc, et séparée du Rhône par une route et l’autoroute.

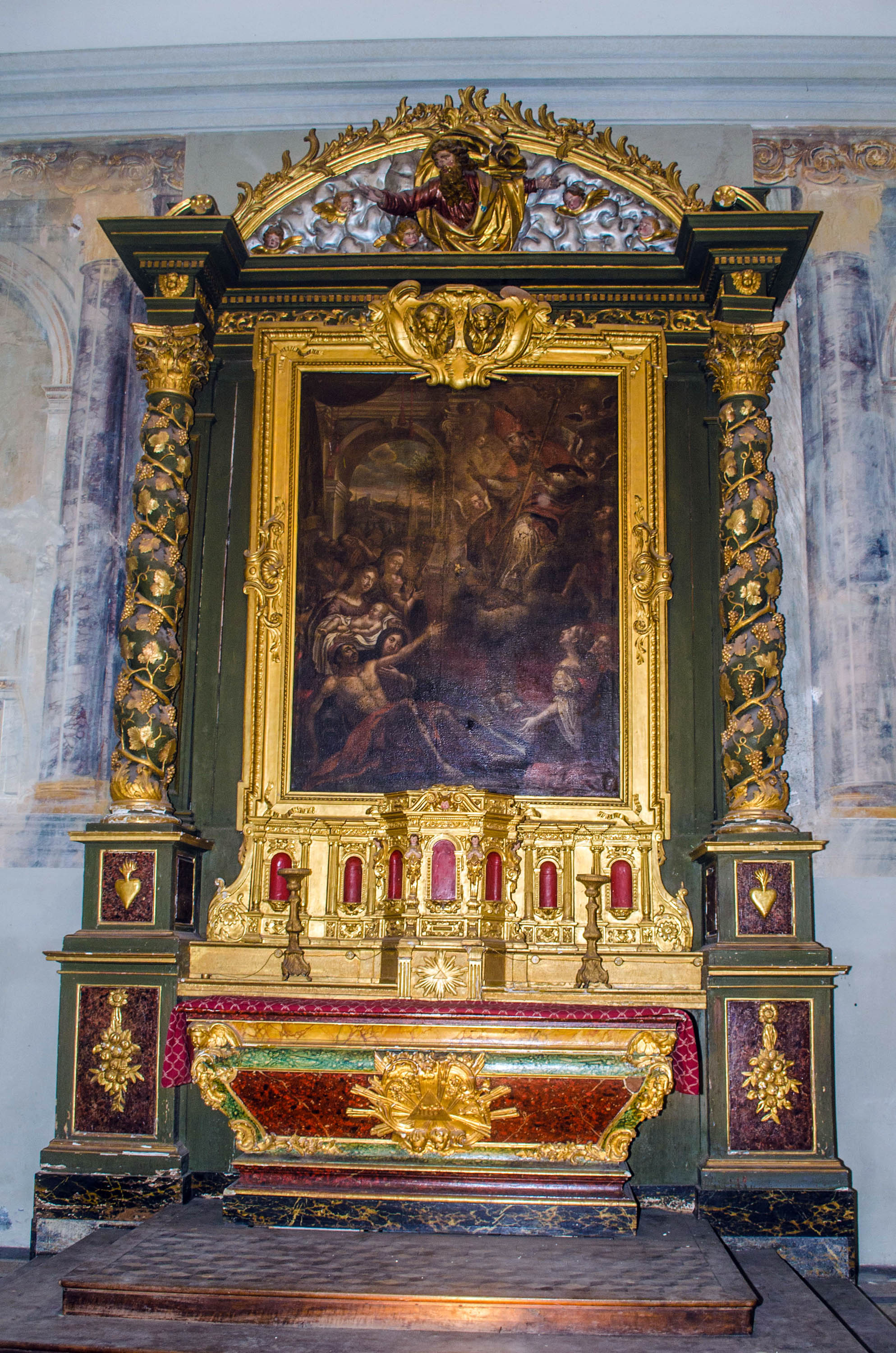
Retable de saint Venance et maître-autel, aujourd’hui à la chapelle des Capucins (Valence).

### Intérieur
L’intérieur a vu son sol surélevé lorsque l’édifice a été converti en atelier de l’arsenal, pour le mettre à l’abri des crues du Rhône. En attendant une affectation qui préludera à une restauration de l’espace intérieur, la nef, inaccessible au public, est actuellement (2013) un hangar à bateaux : vieilles barques de pêcheurs, barques de joutes, canoés, témoignages du passé lié au fleuve proche. L’ancienne abbaye est incluse dans la parcelle de la piscine Jean-Bouin et dépend donc du Service des sports de la ville de Valence.
Une partie du chœur a été convertie en habitation jusqu’à une époque récente. Dans la nef, les clés de voûte portent les armoiries des abbesses, notamment celles de la famille de Sassenage.
L’autel et son retable, avec un tableau représentant saint Venance, ont été transférés à la chapelle des Capucins de Valence où ils sont visibles lors de l’ouverture au public de l’édifice.
Les bâtiments ont été inscrits Monument historique : la porte en 1926, l’église en 1965.

## Source
- Patrimoine de France